# Евелін Вевер-Крус
Евелін Вевер-Крос (нід. Evelyn Wever-Croes; 5 грудня 1966, Лейден, Південна Голландія) — політичний і державний діяч Аруби. Чинний прем'єр-міністр Аруби (17 листопада 2017 — н. ч.), державної освіти у складі Нідерландів, член та лідер партії Народний виборчий рух з 2011 року, що входить до Соціалістичного інтернаціоналу.

## Біографія
Освіту здобула в Нідерландах. Племінниця політика Бетіко Круса. У 1985 по 1986 навчалася юристом в Університеті Нідерландських Антильських островів (Університет Кюрасао). Продовжила навчання у 1986—1989 роках у галузі податкового права в Нідерландах у Лейденському університеті . Пізніше працювала у податкових органах. З 1994 року — начальник відділу. З 2003 до 2010 року — податковий консультант у юридичній фірмі Croes, Wever & Tchong, одночасно працювала юристом (з 2008).
З жовтня 2009 року — депутат Парламенту Аруби. 2013 року стала лідером парламентської групи.
Політик, член та лідер партії Народний виборчий рух Аруба з 2011 року, що входить до Соціалістичного інтернаціоналу .
17 листопада 2017 року після виборів до законодавчих органів країни, організованих двома місяцями раніше, зайняла посаду Прем'єр-міністра Аруби. Вевер-Крос очолює уряд, що складається з партій Народний виборчий рух (MEP), Горді люди та прогрес (POR) та Демократична виборча мережа (RED).
На той момент була першою жінкою — прем'єр-міністром Аруби з моменту створення цієї посади та автономії острова у 1986 році.
Одружена, має сина та онуків.